# La ragazza del convenience store
La ragazza del convenience store (コンビニ人間?, Konbini ningen, lett. "persona konbini") è un romanzo del 2016 della scrittrice giapponese Sayaka Murata, ispirato alla sua esperienza di lavoro in un minimarket.
Pubblicato per la prima volta nel numero di giugno 2016 della rivista letteraria Bungakkai, è risultato vincitore del prestigioso Premio Akutagawa, e ripubblicato un mese dopo, sotto forma di libro, dall'editore Bungeishunjū. Ha venduto oltre un milione di copie in Giappone.
Tradotto in oltre quindici lingue, è stato pubblicato in Italia nel 2018 per la casa editrice e/o, nella traduzione di Gianluca Coci.

## Trama
Raccontato in prima persona, narra le vicende di vita e di lavoro di Keiko Furukura, una donna di trentasei anni che da diciotto lavora come commessa part-time in un minimarket di Tokyo, lo SmileMart della stazione di Nisshokuchō. Aperto 24 ore su 24, 7 giorni su 7, è stato inaugurato il primo maggio 1998, lo stesso giorno in cui Keiko, allora iscritta all'università, ha preso servizio.
La commessa trentaseienne vive da sola, non ha mai avuto relazioni sentimentali né rapporti sessuali ed è priva di aspirazioni. Fin dalla sua infanzia è ritenuta dalla sua famiglia un soggetto eccentrico e problematico, a causa della sua mancanza di empatia, dei suoi comportamenti inappropriati ed inquietanti e della sua incapacità di comprendere e far proprie le più comuni regole sociali. Ha trovato il suo equilibrio nel mondo dei konbini, nel quale i rigidi schemi di comportamento e i ritmi lavorativi, da lei applicati con assoluta diligenza ed efficienza, la rassicurano e le evitano di assumere iniziative che potrebbero provocare negli altri reazioni imbarazzate o conseguenze imprevedibili: "Cerco di cancellare dalla mia vita tutto ciò per cui gli altri mi ritengono strana. A poco a poco mi sforzo di diventare “normale”. È un modo per curarmi e sperare di guarire? Sì, può darsi".

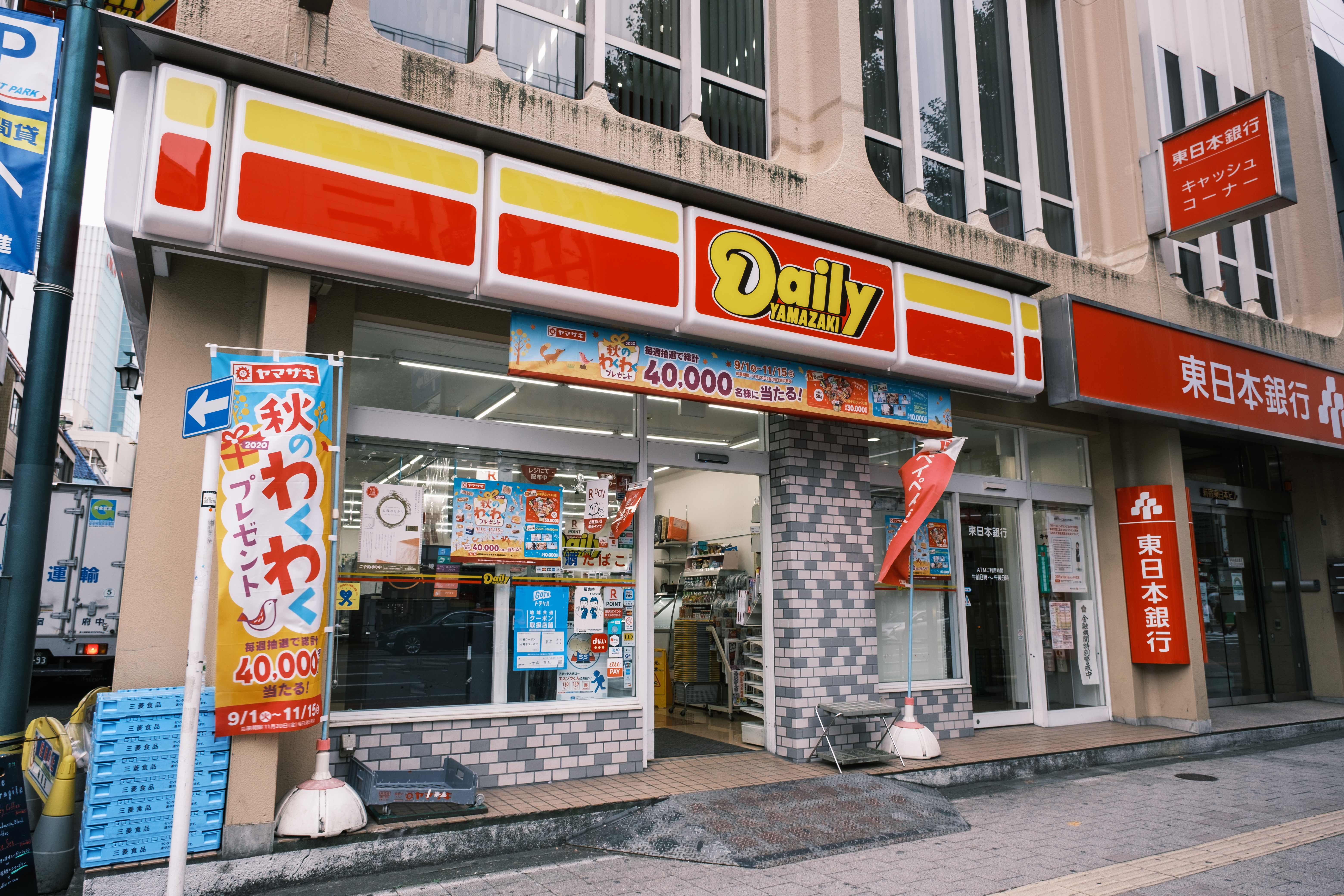
Un konbini della catena giapponese Daily Yamazaki

Indossando la divisa, imitando il modo di parlare dei colleghi e applicando pedissequamente le regole scritte contenute nel manuale del dipendente del minimarket, sa esattamente come comportarsi, cosa deve dire e fare. Nella veste di commessa ritrova il suo posto "tra gli ingranaggi del mondo", si sente parte integrante della squadra di lavoro, dalla quale è benvoluta per la sua disponibilità ed efficienza: è il lavoro che dà struttura e significato alla sua vita. Al contrario, la sua principale fonte di inquietudine è rappresentata dalle episodiche, ma insistenti sollecitazioni che le vengono poste dai familiari e dalle ex compagne di scuola perché trovi un marito, diventi più ambiziosa e migliori le sue prospettive di carriera. Per loro, lei è ritenuta un fallimento (non è sposata, non ha figli, non ha un lavoro fisso) ed è oggetto di commiserazione.
Quando in negozio fa la sua comparsa Shiraha, un nuovo commesso part-time, che si rivela, all'opposto di lei, uno scansafatiche completamente disinteressato alla produttività e alle dinamiche lavorative, ma con cui condivide i problemi di interazione sociale e di comportamento sociale "anomalo", decide di accoglierlo nel suo piccolo appartamento e, di comune accordo, finge nella sua cerchia di conoscenze di intrattenere con lui una relazione sentimentale per soddisfare le aspettative di chi la vuole vedere accasata:
Indifferente nei confronti dell'atteggiamento misogino, cinico e profittatore di Shiraha, che una volta insediatosi nel suo appartamento vive come un parassita senza degnarla di una minima attenzione e definendola con disprezzo "zitella", "probabilmente vergine" e "vecchia carcassa", Keiko si trova inaspettatamente sottoposta ai commenti malevoli dei colleghi.
La necessità di disporre di maggiore entrate per mantenere anche il convivente, la conduce a dimettersi dal lavoro al konbini e a cercarsi un impiego a tempo pieno, che però non arriva, facendola precipitare in uno stato vegetativo di apatia, scoprendosi priva di punti di riferimento. Per iniziativa di Shiraka, preoccupato di rimanere privo della sua fonte di sostentamento, ottiene un colloquio di lavoro. Mentre si sta recando all'appuntamento, entra in un supermarket e viene catturata dalla routine che l'ha accompagnata per diciotto anni; nel rilevare l'inadeguata disposizione delle merci sugli scaffali e la carente organizzazione del personale, avverte di non poter sottrarsi al richiamo di quel mondo, per lei indiscussa fonte di appagamento.
Mi dice tutto ciò di cui ha bisogno e la forma che desidera assumere. Il konbini si esprime attraverso di me, la mia volontà non c'entra. Io non faccio altro che trasmettere il suo messaggio, la sua rivelazione»
Rinuncia quindi al colloquio e ignorando le offese, le minacce e l'ira di Shiraha, decide di ritornare ad essere "contro tutto e tutti" una commessa del konbini.

## Critica
In un articolo pubblicato sul New York Times, l'autrice ha spiegato di aver voluto scrivere "dal punto di vista di qualcuno che sfidava il pensiero convenzionale, in particolare all'interno di una società conformista nella quale ci si aspetta che le persone adempiano a ruoli preordinati", e di aver voluto illustrare "quanto siano strane le persone che credono di essere ordinarie o normali": come fa dire alla protagonista, "le persone “normali” adorano giudicare le persone “anormali”. È sempre stato così, è uno stupido modo per sentirsi migliori e importanti". Nell'intervista la scrittrice aggiunge di ammirare la protagonista del suo romanzo, che vive bene anche senza fare sesso e senza conformarsi agli standard previsti per il suo genere.
La sessualità e le relazioni senza sesso sono un tema ricorrente dei racconti di Sayaka Murata, come Terrestri o A Clean Marriage, pubblicato nella rivista letteraria britannica Granta; più in generale rispecchiano l'attenzione riservata dai media giapponesi alla questione del declino dei matrimoni, dei bassi tassi di natalità e dell'abbandono del sesso da parte dei giovani. Secondo Rich Mokoto la protagonista del romanzo "personifica il panico demografico in Giappone".

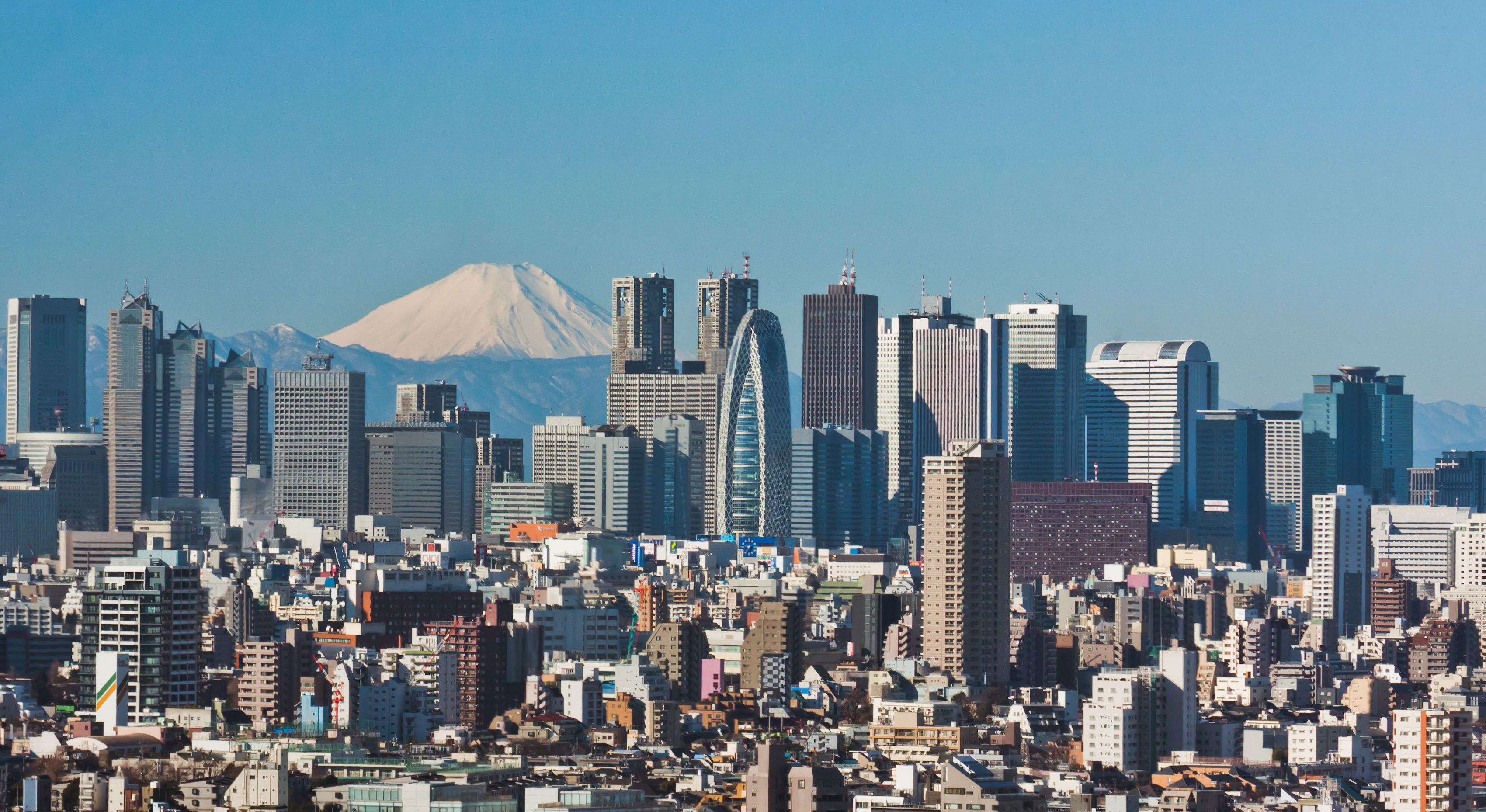
Veduta di Shinjuku, uno dei quartieri di Tokyo, città di ambientazione del romanzo

Barbara E. Thornbury ha messo in relazione quest'opera con La cartella del professore di Kawakami Hiromi e Giardino di primavera di Shibasaki Tomoka, evidenziando la comune attenzione assegnata alla posizione in evoluzione della donna single e indipendente all'interno del nucleo familiare giapponese del XXI secolo, e alla città di Tokyo come luogo di possibilità, dove anche le donne con redditi relativamente modesti possono adottare strategie e scelte di vita diverse.
Devi Joshi ha sottolineato come La ragazza del convenience store evidenzi "le opinioni profondamente misogine inflitte alle donne in Giappone"; le riflessioni acute e spiritose di Keiko rivelerebbero come il rifiuto delle regole, il suo essere una trentaseienne single, contenta della propria vita e del proprio lavoro part-time, la renda una minaccia che deve essere neutralizzata.
Il tema dell’antitesi, ma soprattutto della definizione di normalità/anormalità, di cui il romanzo ribalta gli schemi, ha trovato attenzione da parte dei critici anche nella rappresentazione del mondo del konbini. Da prototipo del lavoro alienante, nota Federica Privitera, diventa luogo di realizzazione della protagonista, sua ancora di salvezza.

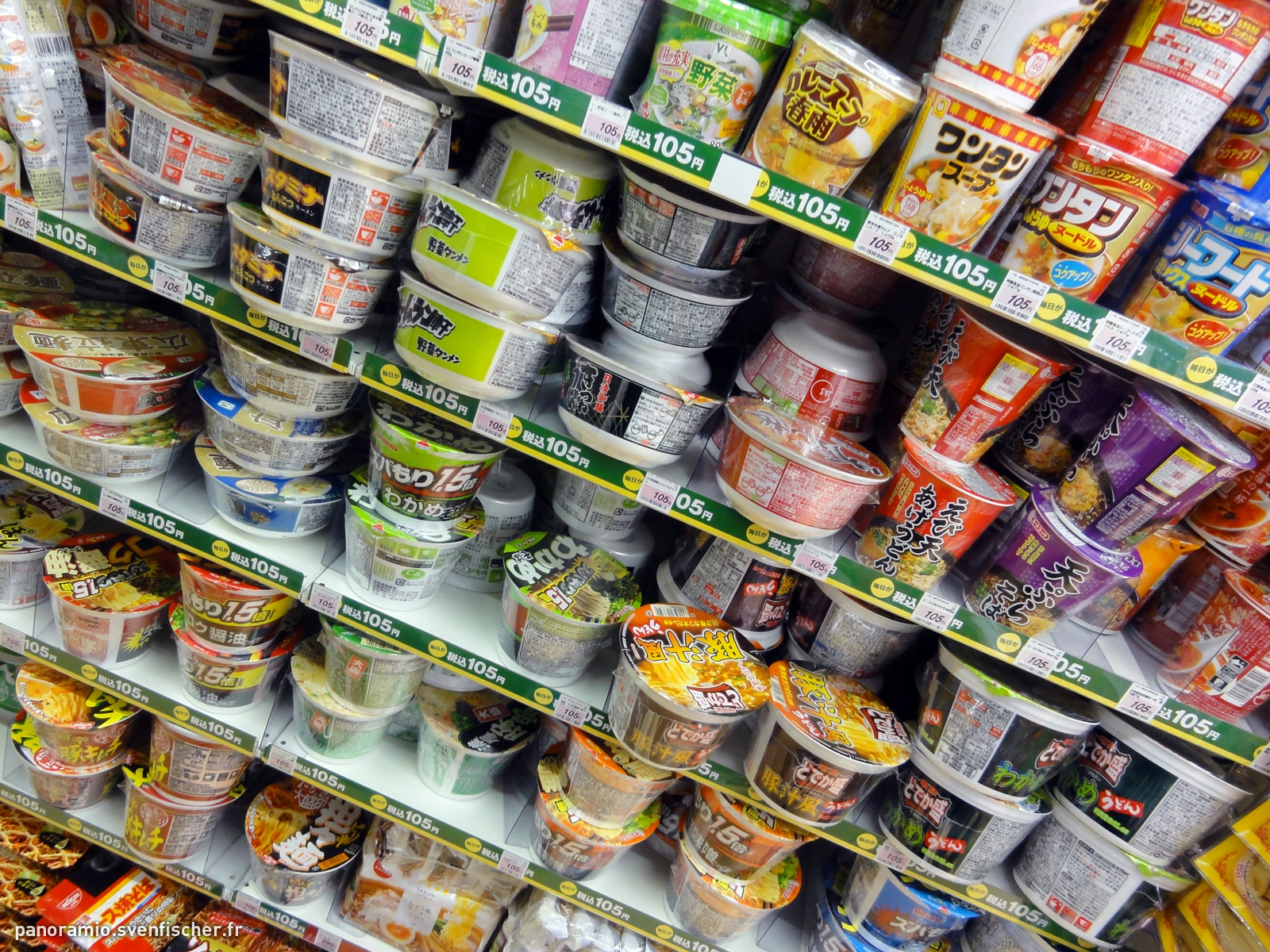
Confezioni di noodle in un konbini

Risulta sovvertito anche il modo con cui Sayaka Murata guarda alla condizione di precarietà nel mondo contemporaneo, riferita non solo al lavoro temporaneo (il part-time di Keiko), ma alla difficoltà di trovare un posto stabile nella società. Secondo Paola Scrolavezza, la scrittrice giapponese anziché considerare con timore e preoccupazione questo aspetto che caratterizza la vita di molti giovani, ne indica le possibilità di libertà: Keiko sceglie la precarietà come dimensione appagante per la sua assenza di impegno e di aspettative.

### Interpretazionequeer
"Pen drive dalla forma umana" (“Sembra che il 'mattino' stesso venga caricato in me”), secondo la definizione di Rich Mokoto, la figura di Keiko, assorbita nel corpo organico del minimarket, viene descritta da Anna Specchio come un personaggio ibrido, "simile a un cyborg", l'affermazione di un soggetto post-umano e post-antropocentrico.
Nel suo studio sulle rappresentazioni queer in tre opere di Matsuura Rieko, Fujino Chiya e Murata Sayaka, Anna Specchio osserva come l'autrice de La ragazza del convenience store, il primo romanzo di Murata ambientato nel Giappone contemporaneo anziché in società future o parallele, presenti "una protagonista femminile che mette in discussione la sua identità e che sfida il sistema binario di genere rifiutandosi di "diventare una donna", diventando invece una "konbini-ningen" (persona del minimarket)", un soggetto ibrido, metà umano e metà konbini.
La neutralizzazione del genere operata da Murata, rileva Specchio, si manifesta fin dal termine Ningen, ossia "persona", usato nel titolo originale Konbini Ningen (cui invece, nelle edizioni tradotte - ad esempio La ragazza del Convenience store, Convenience Store Woman, La Fille de la supérette - per ragioni editoriali e di marketing è stata preferita la categorizzazione femminile); una condizione "ibrida" alla quale Murata avrebbe riservato il suo apprezzamento in un'intervista al Weekly Tokyo Keizai, affermando che "poter lavorare né come donna né come uomo ma come semplice impiegata mi ha dato un grande senso di libertà".
Il potere spersonalizzante del konbini, il suo porsi come microcosmo indifferenziato, permetterebbero a Keiko, rassicurata dal fatto che "non c’è differenza tra uomini e donne, siamo dei commessi e basta!", di salvaguardare la sua queerness.